# Agnetha Munther
Inger Agneta Munter Ekman, född 5 februari 1946 i Alingsås stadsförsamling, Älvsborgs län, svensk sångerska och revyartist.
Agnetha Munter deltog i tävlingen Västsveriges Vokalist 1964 på Rondo i Göteborg, men publiken röstade fram Curt Borkman som segrare.
Under 1960-talet följde framträdanden med det lokala bandet Vincents Orkester och senare med göteborgsgruppen Scandinavian Five.
Som medlem i Scandinavian Five medverkade hon i Hagges revy på Lisebergsteatern i Göteborg 1968. 
På 1970-talet kom Munter att tillhöra den populära sånggruppen Family Four som bl.a. skördade stora framgångar i Melodifestivalen med låtar som Vita vidder och Härliga sommardag. Efter att Family Four upphört bildade hon duon "Agnetha & Berndt" tillsammans med Berndt Öst.
Hon har även gjort karriär som soloartist och har legat på Svensktoppen med låtarna Ett minne från i fjol 1975 och Du gör att livet svänger 1976.
Under 1980-talet spelade Agnetha Munter barnteater och var revyprimadonna hos Tjadden Hällström i Norrköping.